# Ravnogor Peak
Der Ravnogor Peak (englisch; bulgarisch връх Равногор wrach Rawnogor) ist ein felsiger, teilweise unvereister und 850 m hoher Berg an der Oskar-II.-Küste des Grahamlands auf der Antarktischen Halbinsel. Er ist der höchste Gipfel der Poibrene Heights und ragt 11,3 km westlich des Whiteside Hill, 15,15 km nordwestlich des Foyn Point, 10,3 km nordnordwestlich des Kunino Point, 7,8 km nordöstlich des Diralo Point und 4,9 km südsüdöstlich des St. Sava Peak auf der Blagoewgrad-Halbinsel auf.
Die bulgarische Kommission für Antarktische Geographische Namen benannte ihn 2012 nach der Ortschaft Rawnogor im Süden Bulgariens.